# Plagiostenopterina nigrocostata
Plagiostenopterina nigrocostata är en tvåvingeart som först beskrevs av Carl Ludwig Doleschall 1858.  Plagiostenopterina nigrocostata ingår i släktet Plagiostenopterina och familjen bredmunsflugor. Inga underarter finns listade i Catalogue of Life.